# Mồi nhử nhấp chuột
Clickbait, một dạng quảng cáo sai sự thật, sử dụng văn bản siêu liên kết "hyperlink" hoặc liên kết hình thu nhỏ "thumbnails" được thiết kế để thu hút sự chú ý và để lôi kéo người dùng theo liên kết đó và đọc, xem hoặc nghe đoạn nội dung trực tuyến được liên kết, với đặc điểm xác định là lừa đảo, với nội dung điển hình là giật gân hoặc gây hiểu lầm. Một "đoạn quảng cáo ngắn" nhằm khai thác "sự tò mò", cung cấp thông tin vừa đủ để khiến độc giả của các trang web tin tức tò mò, nhưng không đủ để thỏa mãn sự tò mò của họ mà không nhấp vào nội dung được liên kết. Các tiêu đề mồi nhấp chuột thêm một yếu tố không trung thực, sử dụng các mục đích không phản ánh chính xác nội dung được truyền tải. Phần "-bait" của thuật ngữ này tương tự như câu cá, trong đó một lưỡi câu được ngụy trang bởi một sự dụ dỗ (mồi), đưa ra ấn tượng cho cá rằng đó là một thứ mồi đáng để đớp.
Theo Merriam-Webster định nghĩa như "một cái gì đó được thiết kế để người đọc muốn click vào liên kết, đặc biệt là khi liên kết này dẫn đến nội dung giá trị hoặc thú vị". Một định nghĩa khác được nhiều người đồng tình hơn khi cho rằng đó là một tiêu đề để thu hút sự chú ý khi nói quá những thông điệp mà nội dung truyền tải. Những bài báo thường sử dụng những tiêu đề này thường là không có nguyên bản, hoặc khôi phục lại tiêu đề, hoặc sao chép nội dung từ một nguồn tin tức uy tín nào đó.
Rất lâu trước khi có Internet, một thực tiễn tiếp thị vô đạo đức được gọi là mồi và chuyển đổi đã sử dụng các phương pháp không trung thực tương tự để móc nối khách hàng. Giống như mồi và chuyển đổi, clickbait là một hình thức gian lận. (Tuy nhiên, gian lận nhấp chuột là một hình thức trình bày sai trực tuyến riêng biệt sử dụng sự ngắt kết nối cực đoan hơn giữa những gì được trình bày ở mặt trước của liên kết so với bên nhấp qua liên kết, cũng bao gồm mã độc, thuật ngữ clickbait không bao gồm tất cả các trường hợp người dùng đến đích không được dự đoán từ liên kết được nhấp. Khi thao tác được thực hiện với mục đích hài hước, như với rickrolling, và không có yếu tố khai thác, thì sự lừa dối đó không đủ điều kiện là clickbait. Thuật ngữ cũng có thể bị sử dụng sai khi người xem phàn nàn về hình thu nhỏ tiêu đề, như với một hình ảnh khêu gợi. Nhưng nếu hình ảnh hoặc tiêu đề phản ánh chính xác nội dung được truyền tải khi nhấp qua, thì đây là một ví dụ về sự dụ dỗ đơn giản. Không có yếu tố lừa dối, nó không đủ điều kiện là clickbait. Các trường hợp ngoài lề xảy ra khi người tạo nội dung chèn một đoạn rất ngắn để dùng làm lý do cho hình thu nhỏ khiêu khích, khi phần lớn nội dung không liên quan gì đến đoạn ngắn hoặc hình thu nhỏ này. Ở đây, một trường hợp đặc biệt cho clickbait có thể được thực hiện bởi bất kỳ người dùng nào, vì đặc tính ghi đè là lừa dối cho mục đích khai thác người dùng.

## Lịch sử